# 上弗魯特蘭 (新墨西哥州)
上弗魯特蘭（英語：Upper Fruitland）是位於美國新墨西哥州聖胡安縣的普查規定居民點。

## 人口
根據2020年美國人口普查的數據，上弗魯特蘭的面積為20.30平方千米，當中陸地面積為19.82平方千米，而水域面積為0.47平方千米。當地共有人口1623人，而人口密度為每平方千米79.95人。